# アメリカの夜
『映画に愛をこめて アメリカの夜』（原題: La Nuit américaine, 英題: Day for Night）は、フランソワ・トリュフォーの監督による、1973年のフランスの長編映画である。アカデミー外国語映画賞受賞。

## ストーリー
「この映画をリリアン＆ドロシー・ギッシュに捧ぐ」（献辞）
青年（ジャン＝ピエール・レオ）が地下鉄の出口から出てくる。カメラは彼を追っていくが、やがて広場の向こう側の歩道を歩いている男（ジャン＝ピエール・オーモン）をとらえる。青年が男をつかまえ、いきなりその顔に平手打ちを食わせる。そこでフェラン監督（フランソワ・トリュフォー）の「カット！」の声。いままでの映像は映画の撮影風景だったのだ。映画のタイトルは『パメラを紹介します』。父親と息子の嫁が恋に落ちて駆け落ちしてしまう話だ。映画撮影の進行を軸に、監督の苦悩と、様々な人間模様が描かれる。

## キャスト
- ジュリー・ベーカー：ジャクリーン・ビセット
- セヴリーヌ：ヴァレンティナ・コルテーゼ
- アレクサンドル：ジャン＝ピエール・オーモン
- アルフォンス：ジャン＝ピエール・レオ
- ステーシー：アレクサンドラ・スチュワルト
- フェラン監督：フランソワ・トリュフォー
- ベルトラン：ジャン・シャンピオン（フランス語版）
- ジョエル：ナタリー・バイ
- リリアーヌ：ダニ（フランス語版）
- ベルナール：ベルナール・メネズ

## 概説
- タイトルの『アメリカの夜』（フランス語の原題「La Nuit américaine」の和訳）とは、カメラのレンズに暖色系の光を遮断するフィルターをかけて、夜のシーンを昼間に撮る「擬似夜景」のこと（アメリカの夜 (映画技法)参照）。モノクロ時代に開発されハリウッドから広まった撮影スタイルであるため、こう呼ばれた。英語では "day for night" と呼び、この映画の英語タイトルも「Day for Night」となっている。映画のカラー化により使えるシーンが減少し、機材やフィルムの感度が上がって夜間撮影が難しいものではなくなった現在では、この撮影方法はほとんど使われないことになっているが、丁寧に見ていればときどき見られる。
- 映画のセットはワーナー・ブラザースの映画『シャイヨの伯爵夫人』（The Madwoman of Chaillot）に作られたものをそのまま使った。そのため9週間の撮影のために80万ドルという少なさで、しかもドル・ショックで実質的に72万ドルの価値しかなくなってしまった[1]
- 日本初公開時のタイトルは『映画に愛をこめて アメリカの夜』だった。1988年のリバイバル公開から『フランソワ・トリュフォーのアメリカの夜』に変更されたが、近年発刊されているデータベース本などでも『映画に愛をこめて アメリカの夜』で記載されてある場合が多いようである。
- 献辞で使われた映像は、D・W・グリフィス監督の『見えざる敵』。
- フェラン監督が見る、少年がステッキで『市民ケーン』のスチル写真を盗む夢は、トリュフォーの少年時代の体験。『大人は判ってくれない』でも少年がポスターを盗むシーンがある。
- フェラン監督は左耳に補聴器をつけているが、トリュフォーは補聴器をつけていない。だが、難聴であり、その理由もフェラン監督と同じである。
- フェラン監督が注文した本は、ブニュエル、ルビッチ、ドライヤー、ベルイマン、ゴダール、ヒッチコック、ホークス、ロッセリーニ、ブレッソン。
- 冒頭でクレーン撮影を行うシーンがあるが、トリュフォー自身は大掛かりなクレーンは一度も使っていない。
- 『突然炎のごとく』でジャンヌ・モローが男たちがドミノに夢中で気を引くために「誰か、あたしの背中をかいてくれない？」というセリフを言った時、口調があまりにも自然だったせいか、小道具係が本当に背中をかいてやったというハプニングがあった。そのとき映画作りの現場を映画にするというアイデアを思いついたのだという[1]。
- 猫が思い通りに動いてくれず、何度も撮影をやり直すシーンは『柔らかい肌』での体験。
- ノイローゼ気味の女優が「ブール・アン・モット」という特製のバターを要求してスタッフが慌てるシーンは、ジャンヌ・モローが『エヴァの匂い』で同じ要求をしたという実話から。女優のわがままを象徴するシーンとなった。
- 「40本ほどの出演作品のなかで、12-13回は電気椅子にかけられ、刑務所生活は合計すると八百年以上も送ったことになる」と語るアレクサンドルのモデルは悪役時代のハンフリー・ボガート。また、彼のモデルとしてジャン・コクトーもイメージされている。
- 劇中劇のストーリーはニコラス・レイ監督とグロリア・グレアムの『孤独な場所で』撮影などの間に実際に起こった事件がモデル（劇中劇では男女を逆にしている）[1]。
- フランス女優がセリフの代わりに数字を読み上げるというエピソードは、フェデリコ・フェリーニが『8 1/2』で使った手法。
- 彼女のセリフ「昔は女優は女優、ヘアメイクはヘアメイクだったのに」は、ロベルト・ロッセリーニ時代のイングリッド・バーグマンがよくこぼしたという文句。
- ジャクリーン・ビセットをスタンリー・ドーネン監督の『いつも2人で』を初めて観て、使いたいと思って、彼女を念頭においてシナリオを書いていたので返事が遅かった時は本当に悲しかったという。彼女の人物は主に『華氏451』のジュリー・クリスティの思い出と、『恋のエチュード』の二人の姉妹のイメージが加わっている[1]。
- セリフを覚えられない女優のモデルは晩年のマルティーヌ・キャロル。
- ヒロインの女優の告白をそのまま映画のセリフに転用してしまうエピソードは、『夜霧の恋人たち』で当時恋人だったカトリーヌ・ドヌーヴがトリュフォーに告白した言葉を『隣の女』でファニー・アルダン（彼女もトリュフォーとは恋人関係だった）のセリフにしてしまうことで現実のものとなった。これを見たドヌーヴもやはり「あきれたわ、みんな私のセリフじゃない！」と愚痴をこぼしたという。トリュフォーは印象に残った言葉や体験をメモに書き留めて残しておく習慣にしていた。
- アントワーヌ・ドワネルものではないが、ジャン＝ピエール・レオがアルフォンスという役名で出てきて「女は魔物か？」ほかの台詞も他の作品から意識的に引用されている。トリュフォーは引用することによって明確に終止符を打ったのだという[1]。
- 劇中劇のラストシーンで雪にしようというアイデアが出るところで、保険会社の代表で背の高いイギリス人が出てくるが、スクリーン・テストの時に「ヘンリー・グレアム」と名乗っていたが、途中から作家グレアム・グリーンだと分かる。ニースの別荘に招待してくれたが、ヒッチコックの評価をめぐって大論争になったという。名前を出さないこととスチル写真は撮らないことを条件に出てくれた[1]。
- 森達也は中学生のとき名画座で本作を観て、「映画監督の役でトリュフォー自身も出てくるし、ドキュメンタリー的な要素はないと思うけど、そんな雰囲気もあり、当時は語彙は持っていなかったけれど、今で言えば、フェイクのメイキング。映画ってこういうことをやってもいいんだとビックリした」などと述べている[2]。